# Schnorcheltauchabzeichen

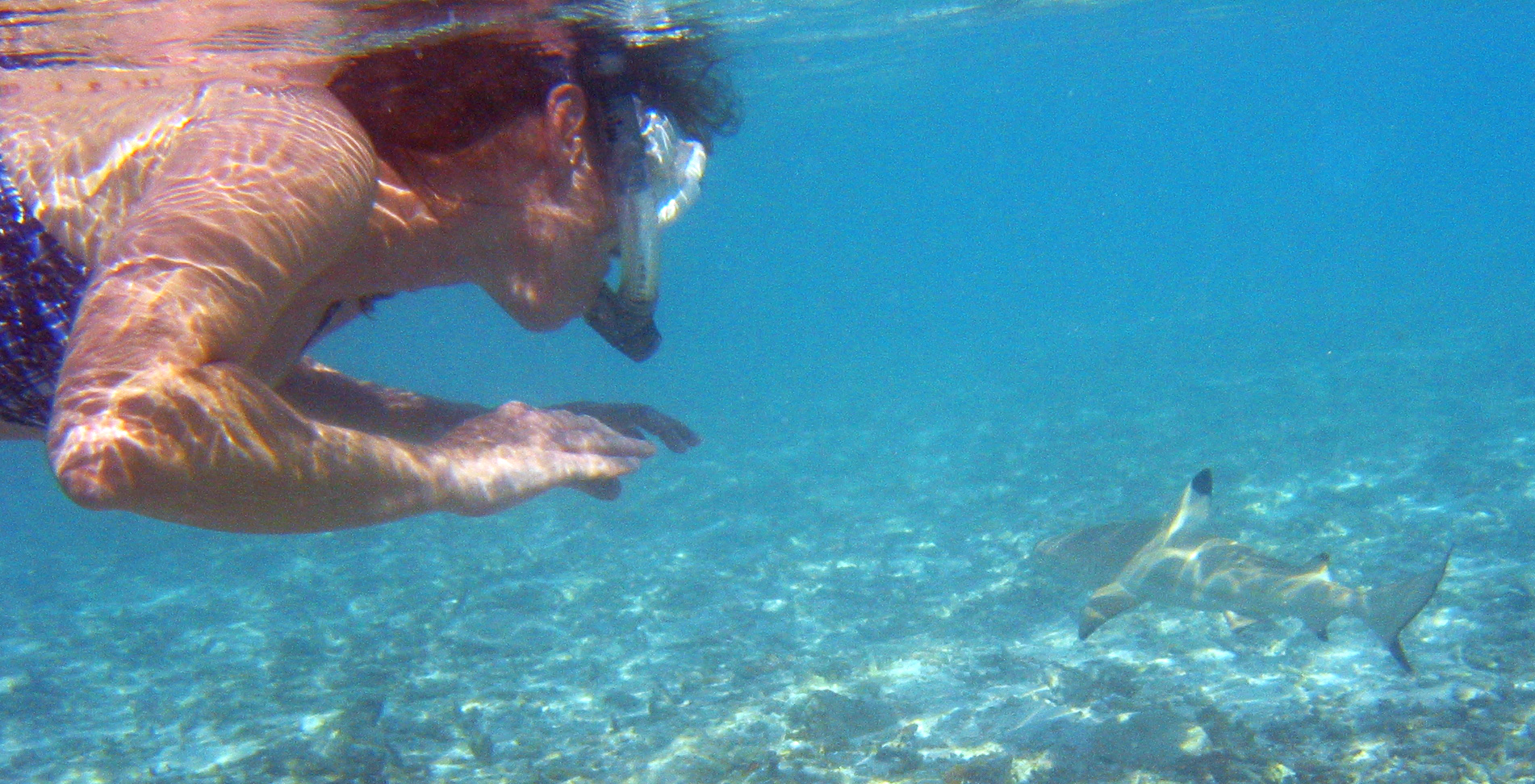
Ein Schnorchler beobachtet einen Schwarzspitzen-Riffhai

Ein Schnorcheltauchabzeichen ist im Allgemeinen ein Tauchabzeichen, das auf den Tauchschein vorbereiten soll. Im Gegensatz zu den Rettungsschwimmabzeichen hat jede Organisation verschiedene Abzeichen in verschiedenen Schwierigkeitsstufen. Als Bestätigung für eine bestandene Prüfung erhält man meist eine Urkunde und einen Stoffaufnäher.

## Deutschland
In Deutschland wird das Deutsche Schnorcheltauchabzeichen (DSTA) durch die Deutsche Lebens-Rettungs-Gesellschaft (DLRG) und das Deutsche Schnorchelabzeichen durch die Wasserwacht abgenommen. Die Prüfungen bestehen jeweils aus einem praktischen Teil, in dem man den Umgang mit Tauchmaske, Flossen und Schnorchel erlernen soll, und einem theoretischen Teil, in dem man die wichtigsten Verhaltensregeln und Grundlagen der Tauchphysik, sowie die wichtigsten Unterwasserzeichen erlernen soll.

### Prüfungsbedingungen der DLRG

Stoffabzeichen der DLRG

Bei der DLRG ist das Schnorcheltauchabzeichen Voraussetzung für die DLRG-Einsatztaucherausbildung, kann aber auch einzeln erworben werden.
Voraussetzungen:
- Mindestalter von 12 Jahren
- Tauchtauglichkeit
- Deutsches Rettungsschwimmabzeichen in Bronze

Praktische Prüfung (muss komplett in ABC-Ausrüstung absolviert werden):
- 600 m Flossenschwimmen (davon 200 m in Bauch-, Rücken- und Seitlage)
- 200 m Flossenschwimmen mit einer Flosse und Armbewegung
- 30 m Streckentauchen ohne Startsprung
- 30 Sekunden Zeittauchen
- in mindestens 3 m Tiefe Tauchermaske abnehmen, wieder aufsetzen und ausblasen
- dreimal innerhalb von einer Minute 3 m tief tauchen
- Kombinierte Übung:
  - 50 m Flossenschwimmen in Bauchlage mit Armtätigkeit einmal 3 bis 5 m tief tauchen und Heraufholen eines 5 kg schweren Tauchringes
  - 50 m Schleppen eines Partners
  - 3 Minuten Vorführen der HLW

Theoretische Prüfung:
- schriftliche Prüfung
- Demonstration und Erläuterung der wichtigsten Unterwasserzeichen (Pflichtzeichen)

### Prüfungsbedingungen der Wasserwacht
Voraussetzung:
- Mindestalter 8 Jahre
- Deutsches Schwimmabzeichen in Silber

Praktische Prüfung:
- 200 m Flossenschwimmen ohne Zeitbegrenzung und ohne Pause, davon 100 m in Brustlage und 100 m in Rückenlage
- 100 m Schnorchelschwimmen ohne Startsprung mit ABC-Ausrüstung; dabei viermaliges Abtauchen und Heraufholen je eines kleinen Tauchringes, Wasser nicht tiefer als 2,50 m
- abtauchen auf 1,80 m bis 2,50 m Tiefe, Tauchermaske abnehmen, wieder aufsetzen, mit freier Maske auftauchen
- 50 m Rettungsschwimmen (Schleppen) mit Flossen im Achselgriff (Partner ohne Flossen)

Theoretische Prüfung:
- Atmung, Überatmung, und Pendelatmung
- Wasserdruck und Wassertemperatur
- Ursache und Erkennen von Verletzungen der Schädelhöhle
- Grundausrüstung
- Schnorcheltechnik: Tauchmaske, Flossen, Schnorchelbeschaffenheit, Wirkung, Pflege

## Österreich
Das Österreichische Schnorcheltauchabzeichen, die Schnorchelprüfung wird durch die Österreichische Wasserrettung (ÖWR) abgenommen. Die Prüfung besteht ebenfalls wie das Deutsche Schnorcheltauchabzeichen aus einem praktischen Kursteil, der einschließlich der entsprechenden Prüfungen in 6 Übungseinheiten à 30 min aufgeteilt werden soll und einem theoretischen Teil der in 3 Übungseinheiten à 30 min erarbeitet werden soll.

### Prüfungsbedingungen der ÖWR
Voraussetzung:
- Mindestalter 10 Jahre
- ärztliches Tauchtauglichkeitsattest für Schnorcheltauchen
- vor Kursbeginn müssen die Teilnehmer ihre Schwimmkenntnisse nachweisen

Praktische Prüfung:
- 200 m Schnorcheln, davon 100 m im Kraulstil und 100 m in Rückenlage ohne Armtätigkeit (mit ABC-Ausrüstung)
- 3 m tief Freitauchen (mit ABC-Ausrüstung)
- 15 m Streckentauchen (mit ABC-Ausrüstung)
- Maske und Schnorchel aus 2 m Tiefe heraufholen; die Maske ist unter Wasser auszublasen
- beherrschen der Technik des Schwimmens mit der ABC-Ausrüstung
- stilgerechtes Abtauchen (mit ABC-Ausrüstung)
- richtiger Einstieg bzw. Sprung ins Wasser mit der ABC-Ausrüstung
- 10 m Schnorcheln und auf ca. 2 m Tiefe die gleiche Strecke zurücktauchen; diese Übung ist fünfmal hintereinander durchzuführen (mit ABC-Ausrüstung)
- wichtige Handzeichen für Schnorchler
- 50 m Abschleppen eines Schnorchelkameraden (mit ABC-Ausrüstung)

Theoretische Prüfung:
- Gerätekunde (Grundausrüstung) für Schnorcheltaucher
- physikalische Grundlagen (Luft, Druck, Archimedes)
- medizinisches Wissen bezüglich Schnorcheltauchen (Trommelfell, Druckausgleich, Hyperventilation, Wärmehaushalt, Krampf)
- Sicherheitsregeln

## Schweiz

### Prüfungsbedingungen der SLRG
Der jugendliche Freitaucher in der Schweiz ist ähnlich dem Deutschen Schnorcheltauchabzeichen und der Österreichischen Schnorchelprüfung. Er wird in der Schweiz durch die Schweizerische Lebensrettungsgesellschaft (SLRG) ausgebildet. Dabei erhält jeder Teilnehmer eine Grundausbildung im Freitauchen und Schwimmen. Wichtige Kursbestandteile sind:
• sicherer Umgang mit Flossen, Maske und Schnorchel
• Erläuterung der verschiedenen Einwirkungen der Tiefe auf den menschlichen Körper
• kennen der Sicherheitsregeln im Tauchen
• Repetition in Nothilfe
Voraussetzungen:
- Mindestalter 11 Jahre
- Jugendbrevert der SLRG

Praktische Prüfung (muss komplett in ABC-Ausrüstung absolviert werden):
- 200 m Schwimmen
- 200 m Stilschwimmen mit Ausrüstung
- Rettungsschwimmen
- Abtauchen fuß- und kopfwärts auf 2,5 m Tiefe
- Streckentauchen 15 m
- Tellertauchen (Heraufholen von 6 Tellern aus einer Tiefe von 2,5 m)
- Fußsprung mit Ausrüstung aus 50 cm Höhe
- Orientierungsübungen unter Wasser

Theoretische Prüfung:
- genügend Kenntnisse der Sicherheitsregeln und der Unterwasser Sprache
- Lebensrettende Sofortmaßnahmen (Jugendbrevet)

### Schwimmtests von Swimsports
Swimsports, der Zusammenschluss aller Schwimmsportverbände der Schweiz, hat mit den Schweizerischen Schwimmtests ein umfassendes methodisch-didaktisches Konzept zum Schwimmen lernen entwickelt. Von den 60 verschiedenen Tests befassen sich 8 mit dem Thema „ABC-Tauchen“ (Flossen, Tauchermaske und Schnorchel). Die Anforderungen sind an der Praxis ausgerichtet und sehr vielseitig und fordern Anfänger bis Fortgeschrittene. Hier zwei Beispiele:
Test 1
50 m Schwimmen, korrekte Benutzung von Maske und Schnorchel, 50 m Schwimmen mit ABC-Ausrüstung, 10 m Streckentauchen, Rolle vorwärts mit anschließendem Schwimmen, Abfaller rückwärts mit Maske.
Test 8
100 m Flossenschwimmen (Frauen 63, Männer 60 Sekunden), 400 m schwimmen mit Wechselatmung, 90 m schwimmen 10 m tauchen Opfer aus 3 m Tiefe retten 50 m transportieren bergen und beatmen, 3 mal 30 Sekunden tauchen mit 10 Sekunden Pause, Quadrat tauchen mit 6 m Seitenlänge in 3 m Tiefe, Wettkampf-Rollwende 10 m vom Beckenrand in 15 Sekunden.